# Žabljaks flygplats
Žabljaks flygplats är en stängd flygplats i Montenegro. Den fanns i den centrala delen av landet. Regionen ligger 1 300 meter över havet.